# Horror, de ademloze
Tom Poes en Horror, de ademloze of kortweg Horror, de ademloze is het 36ste verhaal uit de Bommelsaga, geschreven en getekend door Marten Toonder. Het verhaal verscheen voor het eerst op 22 juni 1949 en liep tot 13 september van dat jaar. Het thema is de almachtige striptekenaar.

## Samenvatting
Tom Poes en Heer Bommel ontmoeten Wammes Waggel, die een groot fan van de stripfiguur Horror blijkt te zijn. Daarna gaat de 'werkelijkheid' steeds meer op die stripverhalen lijken; fictie en 'werkelijkheid' zijn moeilijk te onderscheiden. Uiteindelijk wordt Horror ontmaskerd.

## Achtergronden
In het voorwoord van De volledige Werken band 7 maakt Eiso Toonder melding van een ambtelijk bericht van de minister, dat op 25 oktober 1948 in de kranten was verschenen: 
De minister van Onderwijs,Kunsten en Wetenschappen doet een beroep op de directeuren der rijksscholen, gemeentebesturen en schoolbesturen om te bevorderen dat het verspreiden van z.g. beeldromans zowel op school als daarbuiten zo veel mogelijk wordt tegengegaan. Deze boekjes die een samenhangende reeks tekeningen met een begeleidende tekst bevatten zijn over het algemeen van een sensationeel karakter zonder enige andere waarde.
Marten Toonder schreef dit “Horror”-verhaal als antwoord, maar kon de ondergang van het Tom Poes Weekblad er niet mee verhinderen. In juni 1951 verdwijnt het weekblad, midden in het verhaal De ondergang van Atlantis.
Het verhaal volgt het stripverhaal van de superheld Dick Dubbelslag, dat twee keer per dag in de krant verschijnt. De hoofdpersonages moeten steeds eerst de krant lezen, zodat ze weten wat er gaat gebeuren en wat ze moeten doen. Dit thema kwam ook al voor in Pa Pinkelman in de politiek van Godfried Bomans uit 1947/48, met tekeningen van Carol Voges, die eerder voor de Toonder Studio’s had gewerkt: minister Kleffens leest in het stripverhaal in de krant dat hij naar de Arabische woestijn gaat en doet dat dan maar. In de Britse televisieserie The Avengers (De wrekers), aflevering The Winged Avenger uit 1967, volgen de hoofdpersonen eveneens een stripverhaal op de voet en brengen zelfs een bezoek aan de tekenaar.

## Tekenstijl
In de loop van dit verhaal ondergaat de welbekende ruitjesjas van heer Bommel een blijvende verandering: voortaan volgt het ruitjespatroon dynamisch de vorm van de jas. Volgens Wim Hazeu (Marten Toonder biografie, 2012, p. 85) is deze aanpassing toe te schrijven aan Toonders medewerker Henk Kabos, dit naar mededeling van Patty Klein aan Wim Hazeu in 2010.

## Voetnoot
1. ↑  Volledige werken drukt af: Tom Poes en Horror de Ademloze
2. ↑  Terwijl dat op zich natuurlijk al geen echte werkelijkheid is